# Rundschau (SRF)
Die Rundschau ist eine Politik- und Wirtschaftssendung von Schweizer Radio und Fernsehen (SRF). Das Magazin ist eine der langlebigsten Sendungen des SRF, es besteht seit 1968 und wird heute wöchentlich am Mittwochabend um 20:05 Uhr auf SRF 1 gesendet. Moderatoren sind Gion-Duri Vincenz und Franziska Ramser. Zusätzlich moderieren sie zusammen viermal jährlich die Sonderausgabe «Rundschau Talk». Redaktionsleiter ist seit März 2013 Mario Poletti.
Der Inhalt der Sendung besteht aus Reportagen aus den Bereichen Innen- und Aussenpolitik, Wirtschaft und Gesellschaft (vorübergehend konzentrierte sich die Rundschau ganz auf Auslandthemen, die Inlandthemen wurden vom CH-Magazin abgedeckt). Ab 1994 kam jeweils ein kritisches Interview mit einem Studiogast auf dem so genannten heissen Stuhl. Seit Sommer 2013 mit dem Redesign der Sendung wurde der heisse Stuhl durch ein Interview an einer Theke ersetzt.
Frühere Moderatoren waren unter anderem Hans Peter Stalder, Heiner Gautschy, Erich Gysling, Hannes Britschgi, Reto Brennwald, Urs Leuthard, Sonja Hasler, Susanne Wille Sandro Brotz, Dominik Meier und Nicole Frank.